# Larga, Gorj
Larga este un sat în comuna Samarinești din județul Gorj, Oltenia, România.

## Vezi și
- Biserica de lemn din Larga, Gorj
- Cula I.C. Davani

## Imagini

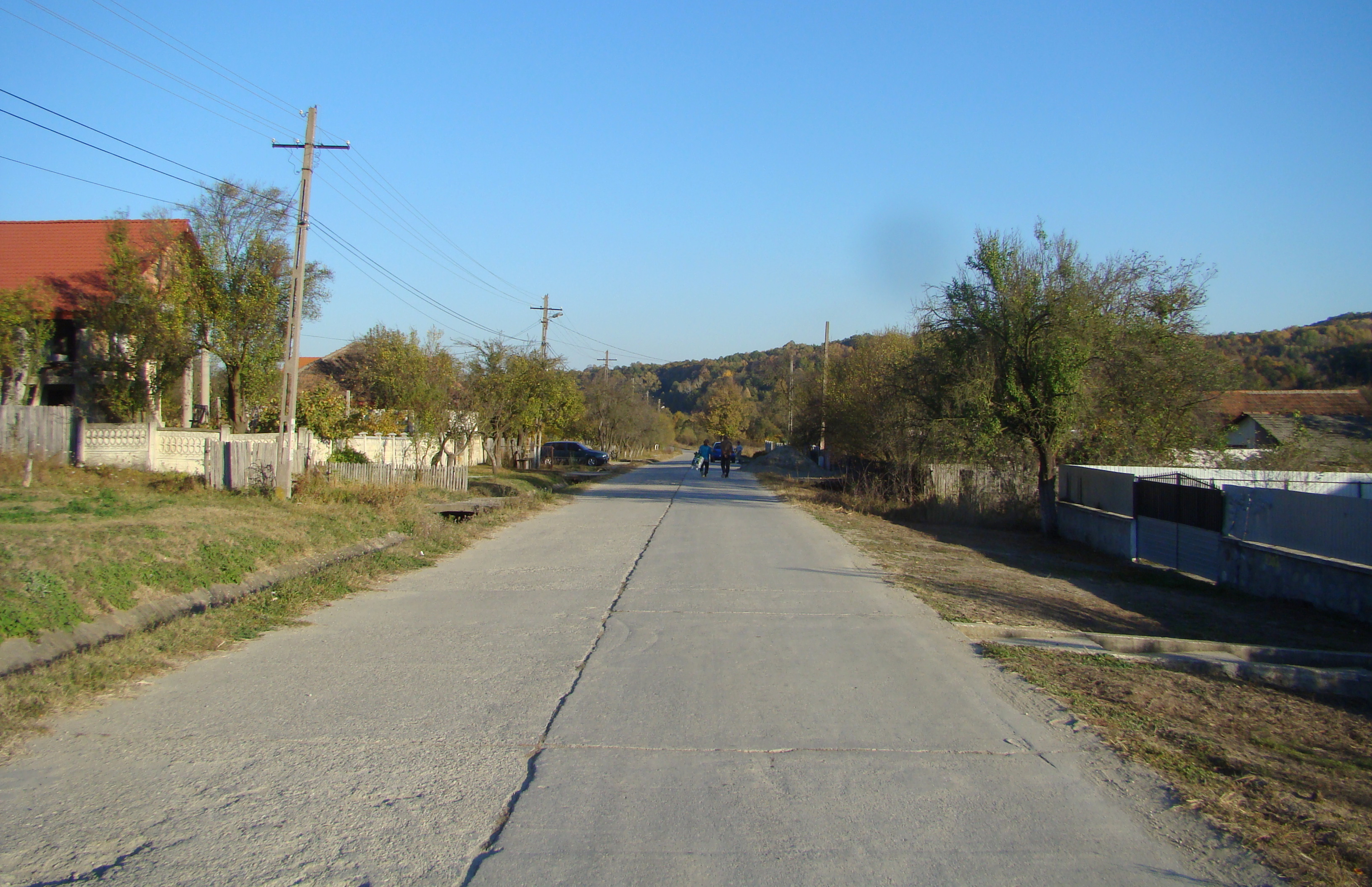
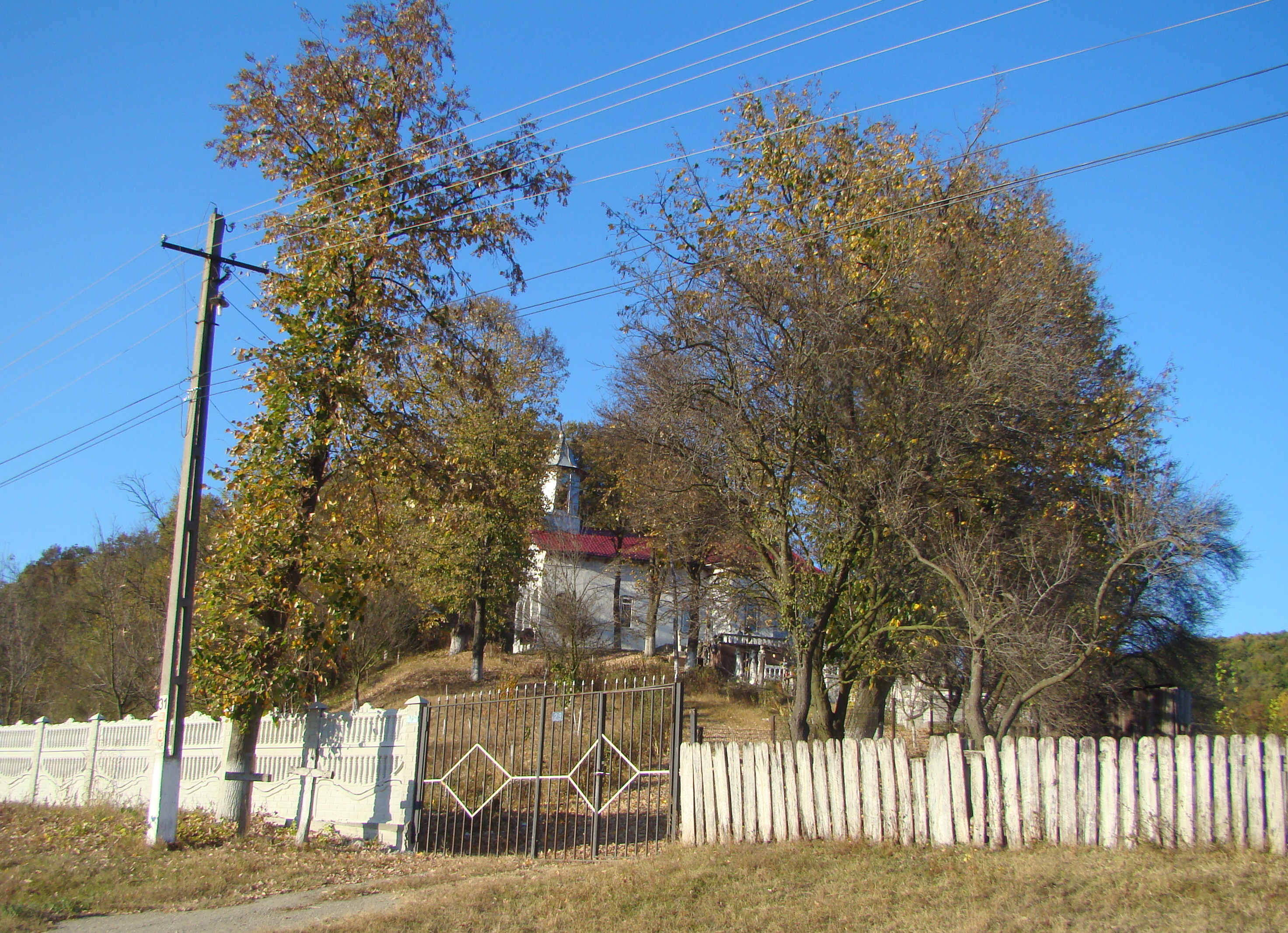
Biserica ortodoxă
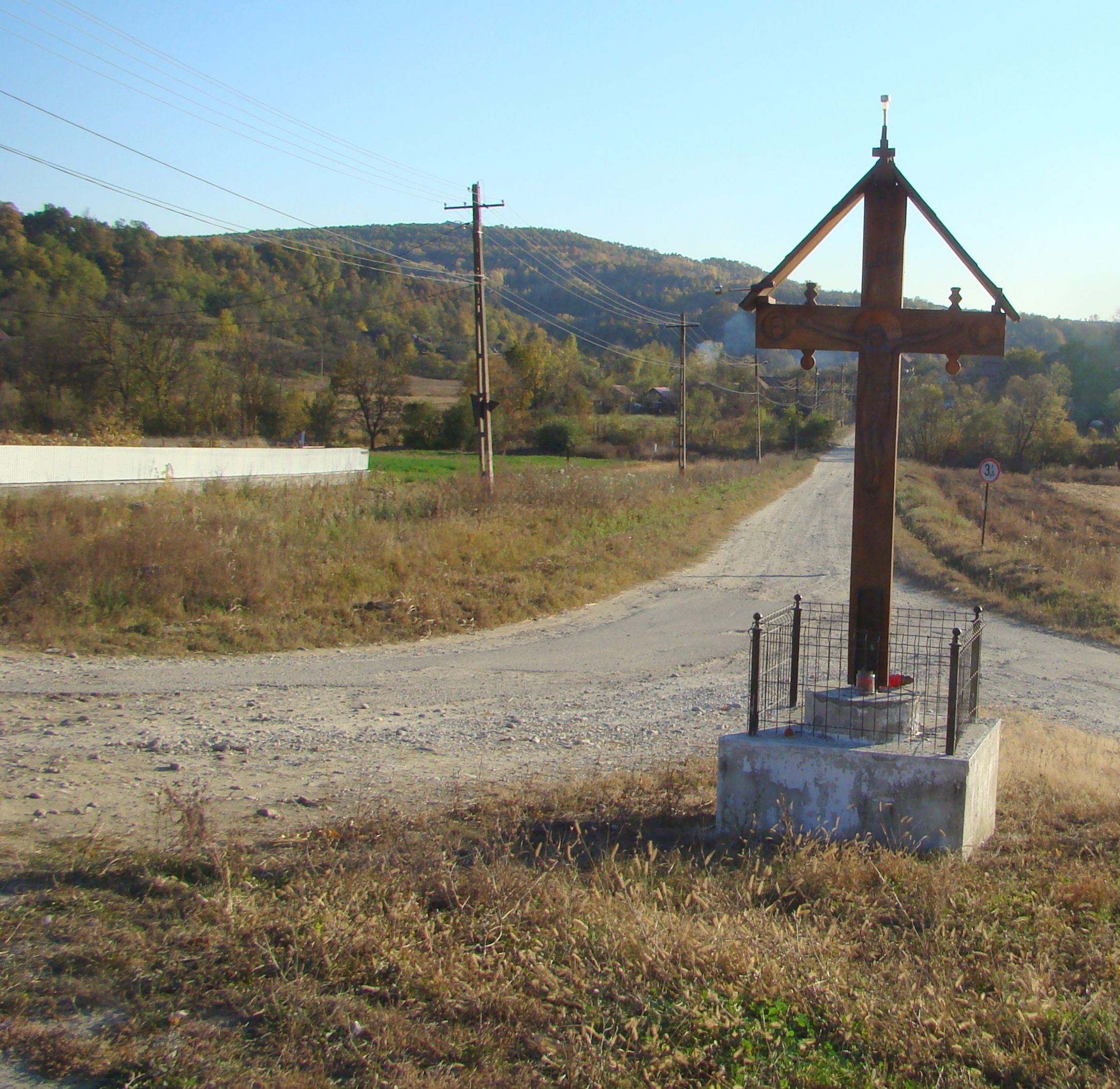

 Acest articol despre o localitate din județul Gorj este deocamdată un ciot. Puteți ajuta Wikipedia prin completarea lui.